# Villeneuve-la-Comtesse
Villeneuve-la-Comtesse és un municipi francès situat al departament del Charente Marítim i a la regió de la Nova Aquitània. L'any 2007 tenia 694 habitants.

## Demografia

### Població
El 2007 la població de fet de Villeneuve-la-Comtesse era de 694 persones. Hi havia 298 famílies de les quals 80 eren unipersonals (28 homes vivint sols i 52 dones vivint soles), 105 parelles sense fills, 89 parelles amb fills i 24 famílies monoparentals amb fills.
La població ha evolucionat segons el següent gràfic:
Habitants censats

### Habitatges
El 2007 hi havia 378 habitatges, 308 eren l'habitatge principal de la família, 30 eren segones residències i 40 estaven desocupats. 372 eren cases i 5 eren apartaments. Dels 308 habitatges principals, 242 estaven ocupats pels seus propietaris, 59 estaven llogats i ocupats pels llogaters i 7 estaven cedits a títol gratuït; 1 tenia una cambra, 9 en tenien dues, 34 en tenien tres, 107 en tenien quatre i 157 en tenien cinc o més. 240 habitatges disposaven pel capbaix d'una plaça de pàrquing. A 137 habitatges hi havia un automòbil i a 126 n'hi havia dos o més.

### Piràmide de població
La piràmide de població per edats i sexe el 2009 era:
| Homes | Edats   | Dones |
| ----- | ------- | ----- |
| 0     | 95 o +  | 0     |
| 0     | 90 a 94 | 4     |
| 4     | 85 a 89 | 0     |
| 16    | 80 a 84 | 12    |
| 24    | 75 a 79 | 44    |
| 24    | 70 a 74 | 44    |
| 24    | 65 a 69 | 16    |
| 8     | 60 a 64 | 20    |
| 16    | 55 a 59 | 4     |
| 16    | 50 a 54 | 40    |
| 12    | 45 a 49 | 32    |
| 44    | 40 a 44 | 20    |
| 8     | 35 a 39 | 36    |
| 16    | 30 a 34 | 20    |
| 16    | 25 a 29 | 12    |
| 20    | 20 a 24 | 8     |
| 24    | 15 a 19 | 20    |
| 24    | 10 a 14 | 24    |
| 16    | 5 a 9   | 12    |
| 16    | 0 a 4   | 4     |

## Economia
El 2007 la població en edat de treballar era de 428 persones, 291 eren actives i 137 eren inactives. De les 291 persones actives 246 estaven ocupades (138 homes i 108 dones) i 45 estaven aturades (27 homes i 18 dones). De les 137 persones inactives 50 estaven jubilades, 34 estaven estudiant i 53 estaven classificades com a «altres inactius».

### Ingressos
El 2009 a Villeneuve-la-Comtesse hi havia 329 unitats fiscals que integraven 785 persones, la mediana anual d'ingressos fiscals per persona era de 13.821 €.

### Activitats econòmiques
Dels 32 establiments que hi havia el 2007, 1 era d'una empresa extractiva, 1 d'una empresa alimentària, 3 d'empreses de fabricació d'altres productes industrials, 2 d'empreses de construcció, 5 d'empreses de comerç i reparació d'automòbils, 2 d'empreses de transport, 1 d'una empresa d'hostatgeria i restauració, 1 d'una empresa de serveis, 11 d'entitats de l'administració pública i 5 d'empreses classificades com a «altres activitats de serveis».
Dels 7 establiments de servei als particulars que hi havia el 2009, 1 era una funerària, 1 taller de reparació d'automòbils i de material agrícola, 1 lampisteria, 1 electricista, 2 perruqueries i 1 restaurant.
Dels 3 establiments comercials que hi havia el 2009, 1 era una botiga de més de 120 m², 1 una botiga de menys de 120 m² i 1 una fleca.
L'any 2000 a Villeneuve-la-Comtesse hi havia 15 explotacions agrícoles que ocupaven un total de 872 hectàrees.

## Equipaments sanitaris i escolars
L'únic equipament sanitari que hi havia el 2009 era una farmàcia.
El 2009 hi havia 1 escola maternal i 1 escola elemental.

## Poblacions més properes
El següent diagrama mostra les poblacions més properes.